# Campeonato de Euskadi del Cuatro y Medio de 2017
La XXXIV edición del Campeonato de Euskadi del Cuatro y Medio, competición de pelota vasca en la variante de pelota mano profesional de primera categoría, que se disputó en el año 2017. Estuvo organizada conjuntamente por Asegarce y ASPE, las dos principales empresas dentro del ámbito profesional de la pelota a mano. Jokin Altuna se proclamó campeón, ganando así su primera gran txapela.

## Pelotaris
En negrita los cabezas de serie
| - Pelotaris de Asegarce: - Arteaga II - Artola - Bengoetxea VI - Laso - Olaizola II - Urrutikoetxea - Víctor |  | - Pelotaris de ASPE: - Altuna III - Elezkano II - Ezkurdia - Jaka - Irribarria - Mendizabal III - Retegi BI |

## Ronda previa
| Fecha    | Frontón y localidad        | Rojo           | Azul        | Tanteo |
| -------- | -------------------------- | -------------- | ----------- | ------ |
| 28/09/17 | Frontón Labrit, Pamplona   | Arteaga II     | Laso        | 12-22  |
| 04/10/16 | Frontón La Juventud, Soria | Mendizabal III | Elezkano II | 9-22   |

## Octavos de final
| Fecha    | Frontón y localidad       | Rojo               | Azul        | Tanteo |
| -------- | ------------------------- | ------------------ | ----------- | ------ |
| 06/10/17 | Frontón Garlatz, Biriatou | Retegi BI          | Elezkano II | 15-22  |
| 07/10/17 | Frontón Labrit, Pamplona  | Mendizabal III (1) | Ezkurdia    | 11-22  |
| 08/10/17 | Frontón Adarraga, Logroño | Víctor             | Jaka        | 22-4   |
| 09/10/17 | Frontón Beotibar, Tolosa  | Artola             | Laso        | 22-18  |

(1) Aitor Mendizabal entra por lesión de Iker Irribarria

## Liguilla de cuartos de final - Grupo A
| Fecha    | Frontón y localidad          | Rojo          | Azul        | Tanteo |
| -------- | ---------------------------- | ------------- | ----------- | ------ |
| 12/10/17 | Frontón Labrit, Pamplona     | Bengoetxea VI | Olaizola II | 18-22  |
| 14/10/17 | Frontón San Lorenzo, Ezcaray | Elezkano II   | Víctor      | 18-22  |
| 20/10/17 | Frontón Adarraga, Logroño    | Olaizola II   | Víctor      | 21-22  |
| 21/10/17 | Frontón Labrit, Pamplona     | Bengoetxea VI | Elezkano II | 22-21  |
| 28/10/17 | Frontón Labrit, Pamplona     | Olaizola II   | Elezkano II | 22-5   |
| 29/10/17 | Frontón Adarraga, Logroño    | Bengoetxea VI | Víctor      | 22-18  |

### Clasificación de la liguilla
| Pelotari      | Pelotari | Partidos jugados | Partidos ganados | Partidos perdidos | Tantos a favor | Tantos en contra | Dif. |
| ------------- | -------- | ---------------- | ---------------- | ----------------- | -------------- | ---------------- | ---- |
| Olaizola II   |          | 3                | 2                | 1                 | 65             | 45               | +20  |
| Bengoetxea VI |          | 3                | 2                | 1                 | 62             | 61               | +1   |
| Víctor        |          | 3                | 2                | 1                 | 62             | 61               | +1   |
| Elezkano II   |          | 3                | 0                | 3                 | 44             | 66               | -22  |

## Liguilla de cuartos de final - Grupo B
| Fecha    | Frontón y localidad           | Rojo          | Azul       | Tanteo |
| -------- | ----------------------------- | ------------- | ---------- | ------ |
| 13/10/17 | Frontón Burunda, Alsasua      | Ezkurdia      | Artola     | 22-15  |
| 15/10/17 | Frontón Jaian Jai, Lecumberri | Urrutikoetxea | Altuna III | 22-12  |
| 21/10/17 | Frontón Bizkaia, Bilbao       | Urrutikoetxea | Ezkurdia   | 22-14  |
| 22/10/17 | Frontón Astelena, Éibar       | Altuna III    | Artola     | 22-7   |
| 27/10/17 | Frontón Municipal, Valmaseda  | Urrutikoetxea | Artola     | 22-13  |
| 29/10/17 | Frontón Beotibar, Tolosa      | Ezkurdia      | Altuna III | 13-22  |

### Clasificación de la liguilla
| Pelotari      | Pelotari | Partidos jugados | Partidos ganados | Partidos perdidos | Tantos a favor | Tantos en contra | Dif. |
| ------------- | -------- | ---------------- | ---------------- | ----------------- | -------------- | ---------------- | ---- |
| Urrutikoetxea |          | 3                | 3                | 0                 | 66             | 39               | +27  |
| Altuna III    |          | 3                | 2                | 1                 | 56             | 42               | +14  |
| Ezkurdia      |          | 3                | 1                | 2                 | 49             | 58               | -9   |
| Artola        |          | 3                | 0                | 3                 | 35             | 66               | -31  |

## Semifinales
| Fecha     | Frontón y localidad       | Rojo          | Azul          | Tanteo |
| --------- | ------------------------- | ------------- | ------------- | ------ |
| 4/11/2017 | Frontón Labrit, Pamplona  | Olaizola II   | Altuna III    | 12-22  |
| 5/11/2017 | Frontón Adarraga, Logroño | Bengoetxea VI | Urrutikoetxea | 11-22  |

## Tercer y cuarto puesto
| Fecha    | Frontón y localidad     | Rojo          | Azul        | Tanteo |
| -------- | ----------------------- | ------------- | ----------- | ------ |
| 12/11/17 | Frontón Astelena, Éibar | Bengoetxea VI | Olaizola II | *      |

- Suspendido por retirada de Aimar Olaizola.

## Final
| Fecha    | Frontón y localidad     | Rojo          | Azul       | Tanteo |
| -------- | ----------------------- | ------------- | ---------- | ------ |
| 19/11/17 | Frontón Bizkaia, Bilbao | Urrutikoetxea | Altuna III | 21-22  |

- Datos: Q42356123